# Grand Prix WMRA 2006
Navigation
2005 2007
Le Grand Prix WMRA 2006 est la huitième édition du Grand Prix WMRA, compétition internationale de courses en montagne organisée par l'association mondiale de course en montagne.

## Règlement
Le barème de points est revu par rapport à l'année précédente. Le calcul est identique dans les catégories féminines et masculines. Le score final cumule les 4 meilleures performances de la saison. Pour être classé, un athlète doit participer à au moins deux épreuves. Un barème spécifique est introduit pour la course finale afin d'inciter les athlètes à y participer.
| Classement                     | 1er | 2e  | 3e  | 4e  | 5e | 6e | 7e | 8e | 9e | 10e | 11e | 12e | 13e | 14e | 15e | 16e | 17e | 18e | 19e | 20e | 21e | 22e | 33e | 24e | 25e | 26e | 27e | 28e | 29e | 30e |
| ------------------------------ | --- | --- | --- | --- | -- | -- | -- | -- | -- | --- | --- | --- | --- | --- | --- | --- | --- | --- | --- | --- | --- | --- | --- | --- | --- | --- | --- | --- | --- | --- |
| Points pour la finale          | 130 | 117 | 110 | 104 | 97 | 91 | 84 | 78 | 71 | 65  | 58  | 52  | 45  | 41  | 37  | 34  | 31  | 28  | 25  | 22  | 19  | 16  | 13  | 11  | 9   | 7   | 5   | 4   | 3   | 2   |
| Points pour les autres courses | 100 | 90  | 85  | 80  | 75 | 70 | 65 | 60 | 55 | 50  | 45  | 40  | 35  | 30  | 28  | 26  | 24  | 22  | 20  | 18  | 16  | 14  | 12  | 10  | 8   | 6   | 4   | 3   | 2   | 1   |

## Programme
Le calendrier se compose de six courses.
| Nom de la course                    | Distance               | Dénivelé        | Pays      | Date              |
| ----------------------------------- | ---------------------- | --------------- | --------- | ----------------- |
| Course de montagne du Grossglockner | 13,6 km                | +1 265 m/-150 m | Autriche  | 23 juillet 2006   |
| Course de montagne du Grintovec     | 9,6 km                 | +1 975 m        | Slovénie  | 30 juillet 2006   |
| Course de Schlickeralm              | 11,2 km                | +1 270 m        | Autriche  | 6 août 2006       |
| Course des 2 Bains                  | 10 km                  | +807 m          | Suisse    | 24 septembre 2006 |
| Course de Šmarna Gora               | 9,2 km                 | +700 m/-340 m   | Slovénie  | 7 octobre 2006    |
| Course du Rocher de Gibraltar       | 11,8 km () / 8,2 km () | +730 m/-240 m   | Gibraltar | 28 octobre 2006   |

## Résultats

### Hommes
Jonathan Wyatt commence la saison 2006 en remportant sa quatrième victoire d'affilée au Grossglockner. Le podium est complété par Marco Gaiardo et Martin Cox. Wyatt remporte ensuite la victoire au Grintovec en établissant un nouveau record du parcours en 1 h 15 min 43 s. Le Tchèque Roman Skalsky termine deuxième à plus de cinq minutes. Le Néo-Zélandais poursuit sa domination en devançant à nouveau l'Italien Gaiardo à la course de Schlickeralm. La quatrième manche du Grand Prix se déroule en Suisse à l'occasion de la course des 2 Bains qui accueille également les championnats du monde Masters de course en montagne. En l'absence de Jonathan Wyatt, c'est Marco Gaiardo qui en profite pour s'imposer. La course de Šmarna Gora voit à nouveau le duo Wyatt-Gaiardo occuper les deux premières marches du podium qui est complété par le Polonais Andrzej Długosz. Marco Gaiardo ne se présente pas pour la finale à Gibraltar, offrant ainsi la coupe à Jonathan Wyatt. Ce dernier conclut la saison avec une dernière victoire, signant ainsi un score parfait de 430 points. Le coureur presque local Vicente Capitán termine deuxième devant Długosz. Malgré deux podiums, ce dernier se classe finalement quatrième derrière le Britannique Martin Cox qui s'est montré plus consistant.
- Finale (120 points au vainqueur)

| Course                              | Vainqueur      | Deuxième        | Troisième       |
| ----------------------------------- | -------------- | --------------- | --------------- |
| Course de montagne du Grossglockner | Jonathan Wyatt | Marco Gaiardo   | Martin Cox      |
| Course de montagne du Grintovec     | Jonathan Wyatt | Roman Skalsky   | Ben Du Bois     |
| Course de Schlickeralm              | Jonathan Wyatt | Marco Gaiardo   | Ben Du Bois     |
| Course des 2 Bains                  | Marco Gaiardo  | Peter Lamovec   | Simon Gutierrez |
| Course de Šmarna Gora               | Jonathan Wyatt | Marco Gaiardo   | Andrzej Długosz |
| Course du Rocher de Gibraltar       | Jonathan Wyatt | Vicente Capitán | Andrzej Długosz |

### Femmes
La course de montagne du Grossglockner est remportée par la Tchèque Anna Pichrtová en 1 h 22 min 34 s qui bat le record féminin d'Angela Mudge établi en 2001. Elle devance sa compatriote Iva Milesová de plus de huit minutes. Izabela Zatorska complète le podium. Anna Pichrtová bat également de trois secondes le record de la course de montagne du Grintovec qu'elle détenait depuis l'année passée, l'établissant à 1 h 31 min 50 s. La jeune Slovène Mateja Kosovelj termine sur la deuxième marche du podium à plus de quatre minutes derrière Pichrtová mais devant Milesová et Zatorska. La Tchèque continue de dominer la saison en remportant la victoire à Schlickeralm. Elle devance l'Italienne Maria Grazia Roberti de plus de trois minutes. Anna Pichrtová décroche sa quatrième victoire d'affilée de la saison à la course des 2 Bains. La Suissesse Martina Strähl termine deuxième à plus de deux minutes. Grâce à ses quatre victoires, la Tchèque est déjà assurée mathématiquement de remporter le Grand Prix. Mateja Kosovelj profite de l'absence de Pichrtová pour remporter la victoire à domicile à Šmarna Gora. Elle devance sa compatriote Lucija Krkoč et la Polonaise Izabela Zatorska. Déjà assurée de la coupe, Anna Pichrtová termine sa saison en remportant la victoire de la course du Rocher de Gibraltar et décrochant ainsi le score parfait de 430 points. Mateja Kosovelj termine deuxième et se classe ainsi deuxième du Grand Prix, tout comme la Tchèque Iva Milesová qui termine troisième de la course et du Grand Prix.
- Finale (120 points au vainqueur)

| Course                              | Vainqueur       | Deuxième             | Troisième               |
| ----------------------------------- | --------------- | -------------------- | ----------------------- |
| Course de montagne du Grossglockner | Anna Pichrtová  | Iva Milesová         | Izabela Zatorska        |
| Course de montagne du Grintovec     | Anna Pichrtová  | Mateja Kosovelj      | Iva Milesová            |
| Course de Schlickeralm              | Anna Pichrtová  | Maria Grazia Roberti | Anna Frost              |
| Course des 2 Bains                  | Anna Pichrtová  | Martina Strähl       | Angéline Flückiger-Joly |
| Course de Šmarna Gora               | Mateja Kosovelj | Lucija Krkoč         | Izabela Zatorska        |
| Course du Rocher de Gibraltar       | Anna Pichrtová  | Mateja Kosovelj      | Iva Milesová            |

## Classements
| Rang          | Nom             | Course 1 | Course 2 | Course 3 | Course 4 | Course 5 | Course 5 | Points |
| ------------- | --------------- | -------- | -------- | -------- | -------- | -------- | -------- | ------ |
| Médaille d'or | Jonathan Wyatt  | 100      | 100      | 100      |          | 100      | 130      | 430    |
| 2             | Marco Gaiardo   | 90       |          | 90       | 100      | 90       |          | 370    |
| 3             | Martin Cox      | 85       |          | 75       | 70       |          | 104      | 334    |
| 4             | Andrzej Długosz |          | 60       | 35       |          | 85       | 110      | 290    |
| 5             | Markus Kröll    |          |          | 70       | 80       | 70       | 65       | 285    |
| 6             | Mitja Kosovelj  |          | 70       |          | 60       | 75       | 71       | 276    |

| Rang          | Nom              | Course 1 | Course 2 | Course 3 | Course 4 | Course 5 | Course 6 | Points |
| ------------- | ---------------- | -------- | -------- | -------- | -------- | -------- | -------- | ------ |
| Médaille d'or | Anna Pichrtová   | 100      | 100      | 100      | 100      |          | 130      | 430    |
| 2             | Mateja Kosovelj  |          | 90       |          | 80       | 100      | 117      | 387    |
| 3             | Iva Milesová     | 90       | 85       | 75       | 75       |          | 110      | 360    |
| 4             | Izabela Zatorska | 85       | 80       | 80       |          | 85       | 91       | 341    |
| 5             | Anna Frost       |          | 70       | 85       | 60       | 70       | 84       | 309    |
| 6             | Lucija Krkoč     |          | 55       |          | 40       | 90       | 97       | 282    |